# Éric Duvivier
Éric Duvivier, né à Lille le 26 décembre 1928 et mort le 2 juin 2018 à Boulogne-Billancourt, est un réalisateur et un producteur français, .
Il est le neveu du réalisateur Julien Duvivier.

## Biographie
Éric Duvivier est principalement connu pour ses documentaires et courts-métrages médicaux, réalisés en partenariat avec des laboratoires médicaux dont les laboratoires Sandoz.
Ses réalisations traitent de chirurgie, mais également de psychiatrie. Ainsi, en partenariat avec le Professeur Didier-Jacques Duché comme conseiller scientifique, il réalise plusieurs courts-métrages visant à illustrer certaines pathologies psychiatriques (Le Monde du schizophrène, Autoportrait d'un schizophrène, Auto-stop, Les Autopathes, Phobie d'impulsion).
Il fait ainsi tourner certains acteurs de premier plan comme Pierre Clémenti (dans Autoportrait d'un schizophrène) ou Jacques Dufilho (dans Auto-stop et Les Autopathes).
En 1963, il tente de restituer les visions sous drogues hallucinogènes d’Henri Michaux dans Images du monde visionnaire, film interdit par la censure à sa sortie. Il reprend en 1990 des séquences de ce film à la fin de la vidéo L'homme endormi, l'homme éveillé tournée avec Pierre Etevenon comme auteur qui présente des cartographies EEG d'éveil de sommeil et de rêve réalisées par électroencéphalographie quantitative
Il travailla également sur les effets spéciaux du film inachevé d'Henri-Georges Clouzot, L'Enfer, en 1964.
On lui doit également une adaptation des collages de Max Ernst pour un court-métrage intitulé La Femme 100 têtes en 1967. De même, les décors et masques de son film Concerto mécanique pour la folie ou la folle mécamorphose (1964) sont dus à Erró.

## Filmographie
- Comme producteur :
  - 1960 : Le Huitième Jour, de Marcel Hanoun
  - 1981 : Ces malades qui nous gouvernent, de Claude Vajda

- Comme réalisateur :
  - 1950 : Images de la folie
  - 1961 : Un délire hallucinatoire
  - 1961 : Le Monde du schizophrène
  - 1962 : Ballet sur un thème paraphrénique
  - 1963 : Concerto mécanique pour la folie
  - 1963 : Images du monde visionnaire
  - 1964 : Auto-stop
  - 1964 : Concerto mécanique pour la folie ou la folle mécamorphose
  - 1967 : Phobie d'impulsion
  - 1967 : L'hystérie, langage du corps
  - 1968 : La Femme 100 têtes
  - 1968 : Un enfant va naître
  - 1971 : Les Autopathes
  - 1977 : Sur les traces de Balint
  - 1978 : Autoportrait d'un schizophrène
  - 1979 : Les années folles de Sylvain Fusco
  - 1983 : Re-née
  - 1990 : L'Art psychotique